# Ralf von Retberg

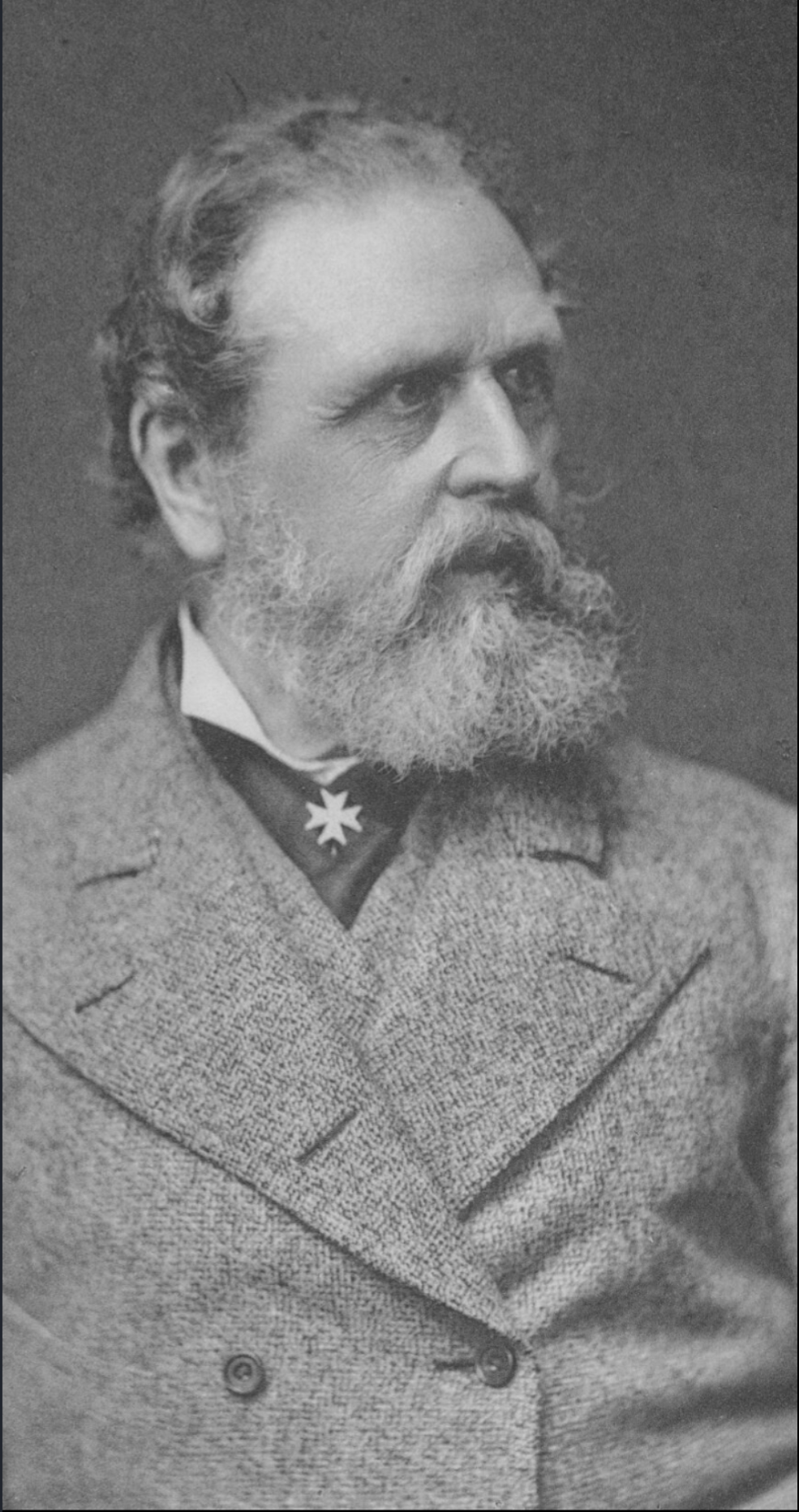
Ralf von Retberg (vor 1885);
Foto aus dem Nachlass von Hyacinth Holland; Sammlung Bayerische Staatsbibliothek

Ralf Leopold von Retberg (geboren am 25. November 1812 in Lissabon; gestorben am 12. März 1885 in München) war ein deutscher  Maler, Kunst- und Kulturhistoriker, Heraldiker, Numismatiker, Mineraloge und Poet. Er trug eine umfangreiche Sammlung seltener Druckgrafiken vor allem von Albrecht Dürer zusammen, publizierte dazu vielfach und schuf nach Dürers Holzschnitten eigene lithografische Kopien, die er – häufig mit rückseitiger Widmung versehen – an befreundete Sammler weiterreichte. Stücke aus der Provenienz von Retberg stehen in jüngerer Zeit ebenso wie Dürers Drucke im Fokus überregionalen Forschungsinteresses.

## Leben
Ralf von Retberg war Abkömmling des Adelsgeschlechtes von Retberg. Er war Sohn von Carl Ludwig von Retberg (Carl Ludwig von Rettberg; 1777–1885) und dessen Ehefrau, einer geborenen von Schnehen.
Von Retberg kam 1812 während der Befreiungskriege in Lissabon zu Welt, wo sein Vater als Hauptmann der Artillerie der King’s German Legion stationiert war. Nach der Schlacht bei Waterloo kamen seine Eltern in die in der Festung Condé einquartierte Garnison an der belgischen Grenze von Flandern. Dort erhielt Ralf von Retberg seinen ersten Unterricht in französischer Sprache, der ihm jedoch durch Zwang- und Strafaufgaben verleidet wurde. Nachdem die im Militärdienst eingesetzten Hannoveraner erst 1818 in das unterdessen zum Königreich Hannover erhobene Land zurückkehren durften, führte von Retbergs Vater seinen Sohn über das Schlachtfeld von Belle-Alliance, wodurch von Retbergs Abneigung gegen alles Französische und das Interesse für die Kultur der als Vaterland empfundenen Länder Deutschlands geweckt wurden. Als Major war von Retbergs Vater ab 1819 in Stade stationiert.
In Stade gelangte der Ralf von Retberg in den Besitz der damals beliebten Almanachbilder des Künstlers Johann Heinrich Ramberg, durch die „das künstlerische Sehen“ von Retberg geschult wurde. Im Alter von 11 Jahren schuf er eine naturgetreue Ansicht von Eutin und entwickelte eine Sammelleidenschaft für naturgeschichtliche Dinge.
In der Quinta las er 1824 die Märchen der Gebrüder Grimm, Beckers Weltgeschichte und die Ritter- und Räuberromane von Christian Heinrich Spieß, Karl Gottlob Cramer und Christian August Vulpius. Im November desselben Jahres erwarb von Retbergs Vater das Rittergut Wettbergen, das von Retberg später erben sollte.
1825 übersprang der junge von Retberg eine Klasse und rückte in die Tertia vor. Andere Schulen und die Förderung durch Privatunterricht ermöglichten ihm 1829 sein erfolgreiches Militärexamen als Lieutenant. Mehrere Jahre diente er als Adjutant und sammelte praktische Erfahrungen in technischen Fächern, etwa zur Fabrikation von Gewehren.
Seine gesamte Militärzeit war auch vom Lesen geprägt. Er studierte die  Bibel, las Werke der Aufklärung, insbesondere seiner Vorbilder Justus Möser, Gotthold Ephraim Lessing und Goethe. Mehreren Reisen durch deutsche Länder schlossen sich 1836 bis 1837 Bildungsreisen nach Wien, München, Paris und Belgien an sowie 1838 nach Holland, Schottland und England, welche seine Neigung zur Malerei und Kunstgeschichte weiter verstärkten.
Auch mit seiner aus einer alten Hugenottenfamilie stammenden Davide Caroline Martinder, die er am 21. April 1840 geheiratet hatte, reiste von Retberg; 1842 nach Italien und in die Schweiz, 1844 zu einem längeren Aufenthalt nach Nürnberg sowie nach Leipzig, Dresden und Berlin.
Zuvor schon hatte der noch immer als Offizier dienende von Retberg aus eigenen Forschungen heraus publiziert: 1841 erschienen in Hannover seine 13 große Foliotafeln umfassenden Chronologischen Maler-Tabellen über den Zeitraum von Cimabue im Mittelalter bis hinein in das Jahr 1820. Daneben widmete er sich insbesondere der Geschichte der Nürnberger Kunst mit seiner 1846 ebenfalls in Hannover erschienenen Beschreibung Nürnberger Briefe. Diese erläutern die romanischen und germanischen Stilepochen Nürnbergs in der Bau- und Bildnerkunst sowie der Malerei, gefolgt von einer Übersicht über die Nürnberger Holzschnitte und Kupferstiche. Den mit persönlichen Anmerkungen versehenen Nürnberger Briefen folgte später eine verbesserte und mit zahlreichen Holzschnitten ausgestattete zweite Auflage unter dem Titel Nürnbergs Kunstleben in seinen Denkmalen (Stuttgart 1854).
Nach dem Tod seines Vaters 1845 erbte er unter anderem den Wettberger Edelhof. Dies und ein früh einsetzendes Gichtleiden veranlassten ihn im selben Jahr zum Abschied vom Militär. 1846 siedelte er nach München über mit dem Ziel, seine Maltechniken zu verfeinern.

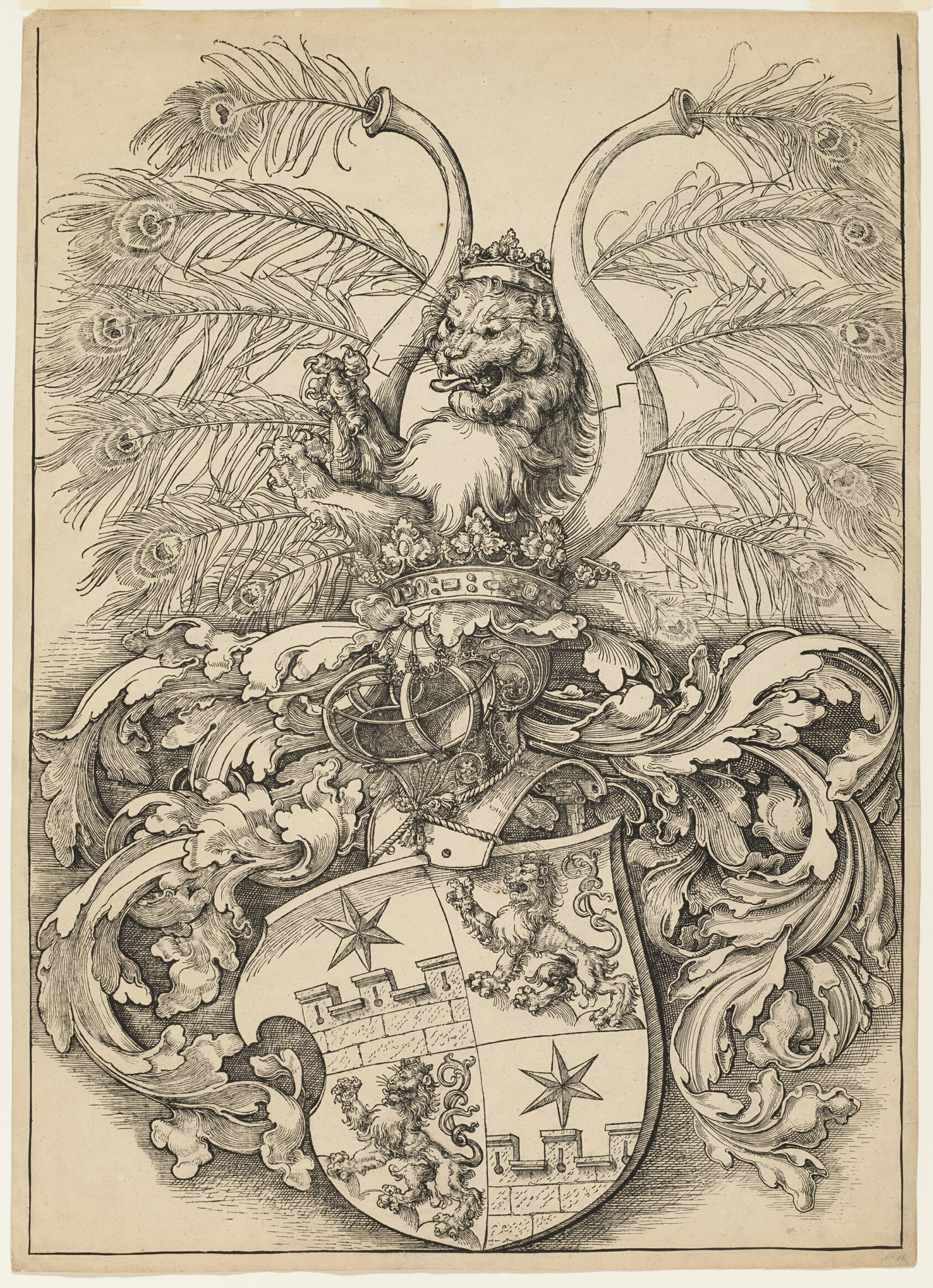
Dürers Wappen von Wilhelm und Wolfgang von Rogendorf;
Lithografie von 1864 von von Retberg-Wettbergen; Art Institute of Chicago

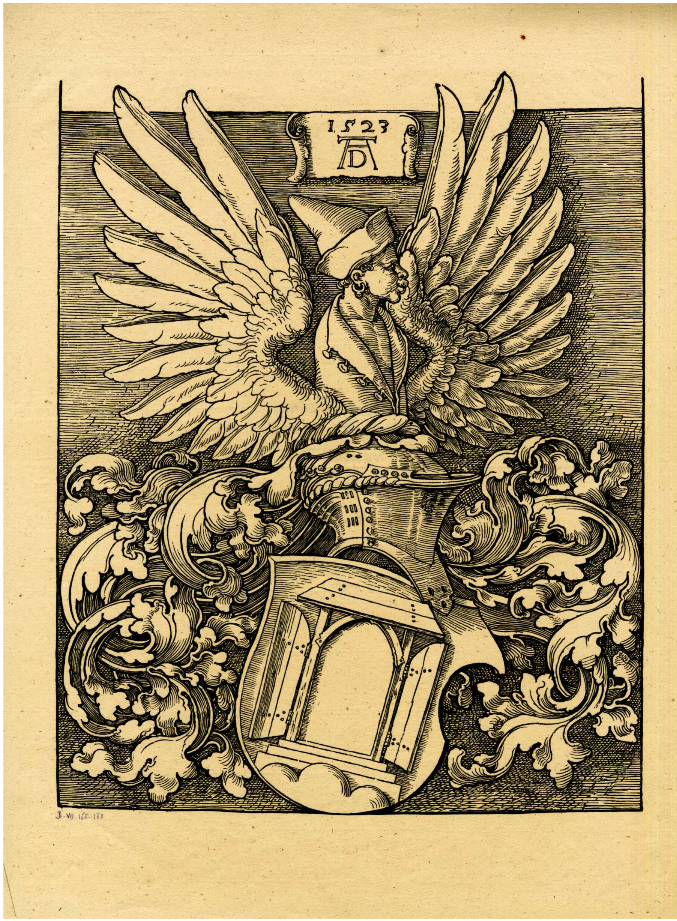
Das Wappen von Albrecht Dürer; 1864 als Lithografie von von Retberg vervielfältigt

In München angekommen, gab von Retberg seine eigene Malerei auf und sammelte anfangs Bilder befreundeter Maler. Zudem forschte er zur deutschen Sprache, Geschichte und Kunst, beschäftigte sich mit Sigillen und Numismatik und mit Bilderhandschriften in der Bayerischen Staatsbibliothek. Vor allem vertiefte er sich in Studien zu den Werken Albrecht Dürers. Dabei trug er „einen überaus kostbaren Schatz“ von Stichen und Holzschnitten „in den besten Drucken“ zusammen, die er zwar sorgfältig vor Fremdeinflüssen sicherte, dennoch vielfach vor Kennern und interessierten Freunden aufwendig erschloss. So organisierte er eigene „Dürer-Feste“ und „Dürer-Tage“, zu denen er beispielsweise jährlich mit besonderen Einladungen zu großen Zusammenstellungen unter dem Titel „Ehrenpforte des Kaisers Maximilian“ lud.
Bald publizierte von Retberg im Deutschen Kunstblatt, im Anzeiger des Germanischen Nationalmuseums und im Archiv für die zeichnenden Künste mit besonderer Beziehung auf Kupferstecher- und Holzschneidekunst und ihre Geschichte. 1871 erschien in München die Chronologie Dürer’s Kupferstiche und Holzschnitte, durch deren Register jedes Dürerblatt leicht auffindbar wurde.

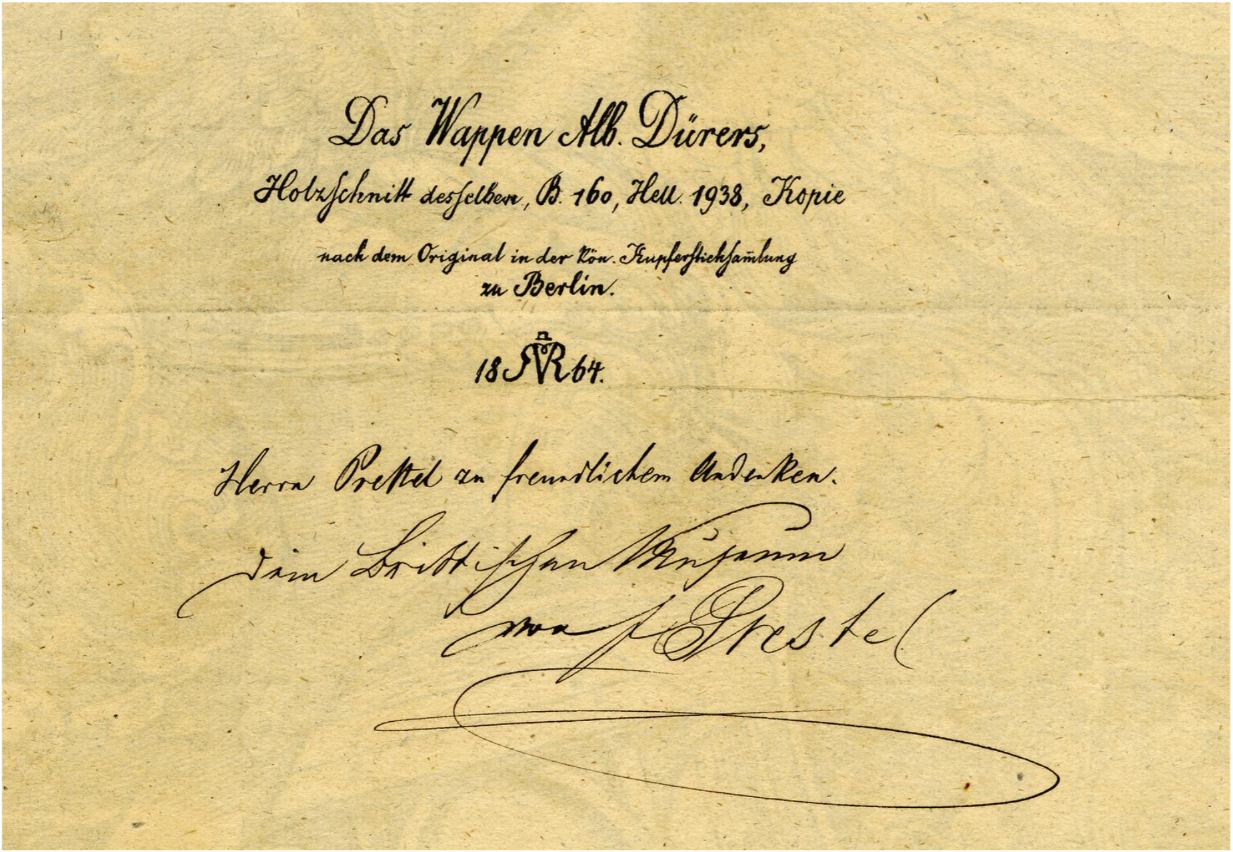
Rückseite des 1864 datierten Einblattdruckes „Das Wappen Alb. Dürers“ von von Retberg, handschriftlich Ferdinand Prestel übereignet, der es „dem Britischen Museum“ zugedachte

Zudem reproduzierte von Retberg insgesamt etwa dreißig der seltensten Holzschnitte in kleinen Stückzahlen als eigene, sorgfältig nummerierte Lithografien, die er an Freunde und Sammler abgab.
„Nachdem er noch 1861 die Kunstsammlungen zu Sigmaringen durchforscht hatte“, veröffentlichte er – anknüpfend an das im Original in der fürstlich Waldburg-Wolfegg’schen Sammlung befindliche Exemplar – das „Mittelalterliche Hausbuch“, das Mitte der 1860er Jahre vom Germanischen Museum herausgegeben wurde. Seine etwa zeitgleich erschienene Schrift Culturgeschichtliche Briefe gilt „als Vorläufer seines niemals abgeschlossenen, nur zu großartig und zu weitläufig angelegten Werkes“ über die Deutsche Kulturgeschichte.
Von Retberg hatte wohl zum Teil auch „eigenthümliche Ansichten“ über Buchhändler und Verleger; vor allem aber hatte er seine Ziele zu weitgreifend gesteckt. Abgesehen von seiner Beschäftigung mit den Werken Dürers waren von Retbergs Pläne zwar stets schematisch, zugleich aber auch universell angelegt. Zu umfassend waren seine Studienziele, als dass nicht andere ihm mehrfach mit Publikationen zu gleichen Themen zuvorkamen, beispielsweise als Moritz Thausing eine Dürer-Monografie veröffentlichte. In diesem Fall nahm von Retberg 1878 die Arbeit zu einem Dürerbüchlein auf, die er 1884 vollenden, aber nicht mehr zu Lebzeiten in den Druck geben konnte. Mehrfach konnte von Retberg seine Arbeiten nicht zeitnah und abschließend einem Publikum druckreif präsentieren: „Mit welchen Gefühlen der Autor vor dem großen Wrack stand, zeigen nur einige kurze, seinen Tagebüchern anvertraute Zeilen.“
Wenige Jahre vor seinem Tod hielt sich Ralf von Retberg 1879 auf seinem Edelhof in Wettbergen auf. Dort entstanden, mit ähnlicher Genauigkeit wie bei Albrecht Dürer, „die feinen Zeichnungen mit Ansichten des Orts,“ die später in den Besitz des Historischen Museums Hannover gelangten.
Kurz vor seinem Lebensende schloss von Retberg am 13. März 1884 seine zwar nicht mehr gedruckte, aber als Standardwerk beschriebene Geschichte der Wappenzierkunst ab. Aus mittelalterlichen Quellen hatte er ein alphabetisch geordnetes Reallexikon geschaffen, mit sämtlichen bekannten Wappenfiguren für den Zeitraum vom ersten Auftreten der Staufer bis Ende eigentlicher ritterlicher Wappen im Jahr 1480. Diesem fügte er eine Liste bei mit möglichst allen wappenführenden Familien des deutschen Uradels. In einer eigens entwickelten Kunstsprache entwickelte er eine ausführliche heraldische Stillehre, um etwa den Löwen oder den Adler zu beschreiben. Zusätzlich verfasste er fünf Wörterbücher seiner heraldischen Kunstausdrücke, die jeweils in fünf Sprachen alternierten: Neu- und mittelhochdeutsch, holländisch, französisch und lateinisch. Jedem Schlagwort fügte er beispielhafte Zeichnungen der entsprechenden Wappen mit gleichen Merkmalen bei. Seiner sogenannten „Wappenrolle“ klebte er einige seinem Reallexikon entsprechenden Bildbeispiele auf. Zudem stellte er aus rund 80.000 Zetteln ein aus zwei Teilen bestehendes Wappen-Repertorium zusammen, um mit einem bekannten Wappenbild eine Familie finden zu können oder umgekehrt. In einem phonetischen Alphabet wurden dadurch unter anderem blühende wie auch ausgestorbene adelige und bürgerliche Familien auffindbar, sowie Bistümer, Klöster und Städte usw. von Deutschland, Österreich, der Schweiz, Belgien, Lothringen und den Niederlanden.
Seine Repertorienzettel mit Nennung der Länder, des Datums erstmals bekannten Auftauchens, Standeserhöhungen, Erlöschungen, Wappen- und Nebenbildern sowie Quellenangaben zur „Geschichte der deutschen Wappenbilder“ schenkte von Retberg wenige Wochen vor seinem Tod der Heraldisch-Genealogischen Gesellschaft „Adler“ in Wien, die die Retberg-Stiftung dann zur systematischen Benutzung und weiteren Forschungen zugänglich machte. Die germanistische Literatur als Teil des von Retbergschen Nachlasses erbte Reinhold Bechstein, während sämtliche die deutsche Kultur- und Kunstgeschichte betreffenden Manuskripte der damaligen Hof- und Staatsbibliothek in München zufielen, der späteren Bayerischen Staatsbibliothek. Den Edelhof in Wettbergen bei Hannover verkaufte von Retbergs Witwe am 1. Oktober 1885 an Karl Georg Edmund von Alten-Linsingen.
Nach Franz Xaver Frenninger, befand sich die Grablage auf dem Alten Südfriedhof in München. Die Schreibweise des Namens und der Titel; Retberg-Wettbergen Ralf Leopold v., Ritter-Gutsbesitzer, Grablage Neuer Teil 36. 1. 13.

## Sonstiges
Der Reproduktionsstecher Julius Thaeter fertigte ein Porträt von Retberg.

## Werke (Auswahl)

### Schriften
- Nürnberger Briefe ... Zur Geschichte der Kunst. Helwingsche Hofbuchhandlung, Hannover 1846; Digitalisat
- Nürnberg’s Kunstleben in seinen Denkmalen dargestellt. Ein Führer für Einheimische und Fremde. Ebner & Seubert, Stuttgart 1854.
- Übersichtstafel zur Begründung einer Geschichte der christlichen Kunst in Oberbayern / bei Gelegenheit der 700jährigen Jubelfeier der Stadt München den Mitgliedern des historischen Vereines von und für Oberbayern gewidmet. 3 Blätter, S.l., 1858
- Skizzenbüchlein. Als Handschrift für Freunde (= Skizzen von R. v. Rettberg. Christlich und deutsch). [1858?]; Digitalisat
- Ein Wort der Verständigung über die deutsche nazionale Bewegung und ihre innere Notwendigkeit. E. A. Fleischmann’s Buchhandlung (Aug. Rohsold.), München 1863; Digitalisat
- Kulturgeschichtliche Briefe: (über ein mittelalterliches Hausbuch des 15. Jarhd. aus der fürstlich Waldburg-Wolfeggischen Sammlung) nebst Anhang (Auszug aus Grünenbergs Wappenbuche). Verlag von Rudolf Weigel, Leipzig 1865 (1866); Digitalisat über das Münchener Digitalisierungszentrum
- Mittelalterliches Hausbuch: Bilderhandschrift des 15. Jahrhunderts mit vollständigem Text und facsimilierten Abbildungen. Herausgegeben vom Germanischen Museum. Einen Commentar dazu gab Ralf v. Retberg, Kulturgeschichtliche Briefe (über ein mittelalterliches Hausbuch des 15. Jahrh.) F. A. Brockhaus, Leipzig 1865; Digitalisat der Bayerischen Staatsbibliothek
- Dürers Kupferstiche und Holzschnitte. Ein kritisches Verzeichnis. Von R. v. Retberg. Ackermann, München 1871
  - Nachdruck der Ausgabe von 1871, als Druckwerk on Demand oder als Online-Ressource (PDF-Dokument). Hansebooks, Norderstedt 2016/2017, ISBN 978-3-7428-4770-6 u. ISBN 978-3-7436-8375-4.
- Zur Geschichte der deutschen Wappenbilder. R. v. R. Mit Abbildungen. In: Archivalische Zeitschrift, Bd. 9, S. 216–243.
- Geschichte der Wappenzierkunst. Abgeschlossen 1884; nicht im Druck erschienen.

### Lithografien
- rund 30 in kleiner Stückzahl reproduzierte, als solche gekennzeichnete nummerierte Drucke nach historischen Vorlagen[1]
- Konrad Celtis (Verf.), Ralf von Retberg (Illustrator): Sanctus Sebaldus: Deo optimo Maximo&divo Sebaldo Patrono: pro felicitate urbis Norice: per Conradum Celten:&Sebaldum clamosum: eius sacre edis Curatorem: pie devote&religiose positum, Einblattdruck, Reproduktion als Lithografie; Digitalisat
- Wappen Dürers (= Des Meisters eigenes Wappen = Les armoiries d'Albert Durer = L' armoiries d'Albert Durer)[8]
- Kopie nach Dürer: Knoten mit sieben gleichen Geflechten. Zwei der vier Eckblätter ohne Spitze, lithografischer Text auf der Rückseite, 1864[9]

### Zeichnungen
- um 1879: verschiedene Ansichten des Dorfes Wettbergen vor Hannover, mit Anklang an Retbergs Dürer-Studien; im Besitz des Historischen Museums Hannover[4]

## Archivalien
Archivalien von und über Ralf von Retberg finden sich beispielsweise
- im Niedersächsischen Landesarchiv (Abteilung Stade) im Zusammenhang mit Retbergs Vater als Testament des Generalmajors Carl Ludwig von Rettberg in Stade für die Laufzeit von 1827 bis 1845, Archivsignatur NLA ST Rep. 70 Nr. 2082 (alte Archivsignatur: Rep. 71 Stade Nr. 2082)[5]